# Pierre Haubensak

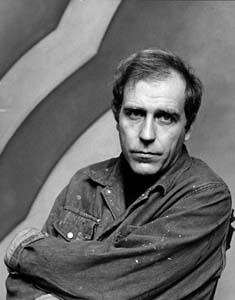
Pierre Haubensak (1964)

Pierre Haubensak (* 19. Juni 1935 auf dem Brünigpass, Gemeinde Meiringen) ist ein Schweizer Maler, Zeichner und Druckgrafiker.

## Künstlerischer Werdegang
Aufgewachsen ist Pierre Haubensak als Kind von Hoteliers in der Zentral- und Westschweiz. Von 1942 bis 1951 besuchte er die Grundschule in Meiringen. Darauf folgte eine Ausbildung an der École des Beaux-Arts in Genf (1951–1952) und an der Kunstgewerbeschule Basel (1952–1958). Danach lebte und arbeitete Haubensak längere Zeit in Paris (1958–1960), auf Ibiza (1961–1969) und in New York (1969–1977) und kehrte 1977 in die Schweiz nach Zürich zurück.
Sein künstlerisches Schaffen steht unter dem Einfluss des Color-Field-Painting und dem Hard-Edge-Painting.
Die erste Werkgruppe Doors of Perception (1968–1974) besteht aus Bildtafeln, die eine meditative Qualität evozieren. Darauf folgten in den 1980er-Jahren expressivere Bilder mit intensiver Farbigkeit. In einer Zwischenphase verzichtete Haubensak auf die abstrakte Teilung seiner Bilder und konzentrierte sich auf Landschafts-Darstellungen, bis er mit seiner Werkgruppe Tetras (ab 1988) das Prinzip der gleichmässigen Unterteilung der Bildfläche wieder aufnahm und weiterentwickelte. Dazu zählen auch die Wandfriese im Lesesaal der Zentralbibliothek Zürich. 

## Wichtige Ausstellungen
- Galerie Bonnier, Lausanne (1963)
- Galerie Renée Ziegler, Zürich (1965)
- Rose Esman Gallery, New York (1974)
- Willard Gallery, New York (1975, 1976)
- Bündner Kunstmuseum, Chur (1983)
- Kunstmuseum Winterthur (1990)
- Helmhaus, Zürich (1996)
- Kunsthaus, Zürich (2002)
- Galerie Rosenberg, Zürich (2008)
- Lullin + Ferrari, Zürich (2014, 2015, 2017)

## Werke
- Öffentliche Kunstsammlung Basel
- Vierteiliges Bild (1964, Christoph Merian-Schule. Nach der Restaurierung in der Universitätsbibliothek Basel).
- Dreiteiliges Bild (1980, Basel, Bahnhofbuffet)
- Dreiteiliges Bild (1980, Basel, Urnenraum Friedhof am Hörnli)
- Bündner Kunstmuseum (Chur)
- Musée d’art et d’histoire (Genf)
- Musée cantonale des Beaux-Arts (Lausanne)
- The Museum of Modern Art (New York)
- Kunsthaus Zürich
- Gruppe von sechs Bildern (1988, Romanshorn, Kantonsschule)
- Wortwasserfall (2002/03, Winterthur, Stadtbibliothek)
- Wandfries (1994, Zürich, Lesesaal der Zentralbibliothek)
- Aargauer Kunsthaus (Aarau)